# Thérèse Chassaing
Pour les articles homonymes, voir Chassaing.
Thérèse Chassaing, née Tauba Berkovitch Ossipovitch le 21 février 1908 à Odessa (Empire russe) et morte le 19 août 1975 à Villejuif (Val-de-Marne) est une militante communiste, membre de l’état-major des Brigades internationales en Espagne.
Elle a également utilisé les prénoms de Tania et de Jeanne. Un décret du 7 mars 1968 lui accorde la francisation de son nom en Thérèse Osbert.

## Biographie
Tauba Berkovitch Ossipovitch naît d'une famille juive le 21 février 1908 à Odessa. Elle immigre en France en juin 1926, avec un passeport Nansen qui lui permet de quitter Varsovie.
Adhérente des Jeunesses communistes en août 1927 puis du Parti communiste français en mai 1928, elle est expulsée du territoire en mars 1929 à la suite d’une altercation entre des militants du parti et les forces de l’ordre. Elle part alors en Belgique, où elle milite au sein du Parti communiste belge. À nouveau expulsée en mars 1931 elle rentre en France. Elle y contracte un mariage blanc avec Henri Chassaing, un camarade du parti, pour se prémunir contre toute nouvelle reconduite à la frontière.
Tauba vit successivement à Villejuif et à Nancy. Là, elle travaille comme ouvrière dans une fabrique de chaussures tout en menant des actions de propagandes auprès des immigrés polonais de la région. À Paris où elle rentre en 1934, elle exerce sa profession à domicile, puis est recrutée dans une usine d’Hispano-Suiza d’avril 1935 à mars 1937. Les autorités la surveillent de près en raison de son militantisme, notamment au sein du Secours rouge international et du Comité mondial des femmes contre la guerre et le fascisme : son appartement est perquisitionné à plusieurs reprises, et une démarche en déchéance de nationalité échoue in extremis.
En mars 1937, elle part rejoindre les Brigades internationales en Espagne. À Albacete elle est jusqu’en février 1938 responsable de la rédaction du journal Le Volontaire de la liberté,.
À son retour elle reprend un poste à Hispano-Suiza d’avril 1938 à février 1940. Thérèse est arrêtée le 27 juin 1941 par la police française au motif de son appartenance au parti communiste et internée successivement dans différents centres (prison de la Petite Roquette, centre de Châteaubriant, camp d’Aincourt, camp de Gaillon, centre de La Lande à Monts (Indre-et-Loire), Drancy).
Elle est finalement déportée à Auschwitz le 20 janvier 1944, puis à Ravensbruck.
Elle rentre en France le 22 mai 1945, et élit domicile à Paris. La nationalité française dont elle avait été déchue par Vichy lui est automatiquement restituée. Elle se consacre alors à la protection des orphelins juifs au sein de l’UJRE, dont elle dirige les foyers de Montreuil-sous-Bois, puis d’Arcueil. Elle devient ensuite trésorière de l’association médico-pédagogique La Forge de Fontenay-aux-Roses.
En février 1959, son divorce d’avec Henri Chassaing est prononcé.
Elle meurt le 19 août 1975 à Villejuif.

## Sources
- Le Maitron - Dictionnaire biographique[3]